# Абастумані (Адіґені)
Абастумані (груз. აბასთუმანი) — село в Грузії.
За даними перепису населення 2014 року в селі проживає 256 осіб.